# Partecipanti alla Quattro Giorni di Dunkerque 2025
Elenco dei partecipanti alla Quattro Giorni di Dunkerque 2025.
La Quattro Giorni di Dunkerque 2025 è stata la sessantanovesima edizione della corsa. Alla competizione presero parte 23 squadre: 10 con licenza UCI World Tour 2025, 9 UCI ProTeam e 4 UCI Continental Team.
Accreditati alla partenza 159 ciclisti.

## Corridori per squadra
Nota: R ritirato, NP non partito, FT fuori tempo, SQ squalificato
| Decathlon AG2R La Mondiale | Decathlon AG2R La Mondiale | Decathlon AG2R La Mondiale | Arkéa-B&B Hotels                  | Arkéa-B&B Hotels                  | Arkéa-B&B Hotels                  | XDS Astana Team        | XDS Astana Team        | XDS Astana Team        |
| -------------------------- | -------------------------- | -------------------------- | --------------------------------- | --------------------------------- | --------------------------------- | ---------------------- | ---------------------- | ---------------------- |
| N°                         | Ciclista                   | Clas.                      | N°                                | Ciclista                          | Clas.                             | N°                     | Ciclista               | Clas.                  |
| 1                          | Pierre Gautherat           | 42°                        | 11                                | Arnaud Démare                     | 68°                               | 21                     | Cees Bol               | R 4ª                   |
| 2                          | Sander De Pestel           | 53°                        | 12                                | Élie Gesbert                      | R 5ª                              | 22                     | Alberto Bettiol        | R 4ª                   |
| 3                          | Oscar Chamberlain          | 77°                        | 13                                | Baptiste Gillet                   | NP3ª                              | 24                     | Aaron Gate             | 37°                    |
| 4                          | Kasper Haugland            | 100°                       | 14                                | Raúl García Pierna                | 26°                               | 25                     | Ivan Smirnov           | R 4ª                   |
| 5                          | Rasmus S. Pedersen         | NP2ª                       | 15                                | Miles Scotson                     | NP3ª                              | 26                     | Alessandro Romele      | R 2ª                   |
| 6                          | Nans Peters                | 10°                        | 16                                | Léandre Lozouet                   | 89°                               | 27                     | Mike Teunissen         | 21°                    |
| 7                          | Gianluca Pollefliet        | 65°                        | 17                                | Florian Sénéchal                  | 50°                               |                        |                        |                        |
| Cofidis                    | Cofidis                    | Cofidis                    | Groupama-FDJ                      | Groupama-FDJ                      | Groupama-FDJ                      | Team Picnic PostNL     | Team Picnic PostNL     | Team Picnic PostNL     |
| N°                         | Ciclista                   | Clas.                      | N°                                | Ciclista                          | Clas.                             | N°                     | Ciclista               | Clas.                  |
| 31                         | Bryan Coquard              | 15°                        | 41                                | Lewis Askey                       | 2°                                | 51                     | Tobias Lund Andresen   | 4°                     |
| 32                         | Aimé De Gendt              | 16°                        | 42                                | Cyril Barthe                      | 25°                               | 52                     | Patrick Eddy           | 102°                   |
| 33                         | Sam Maisonobe              | 12°                        | 43                                | Thibaud Gruel                     | 6°                                | 53                     | Robbe Dhondt           | NP3ª                   |
| 34                         | Alexis Renard              | NP4ª                       | 44                                | Johan Jacobs                      | 32°                               | 54                     | Nils Eekhoff           | 76°                    |
| 35                         | Ludovic Robeet             | 107°                       | 45                                | Olivier Le Gac                    | NP2ª                              | 55                     | Enzo Leijnse           | 110°                   |
| 36                         | Damien Touzé               | 29°                        | 46                                | Eddy Le Huitouze                  | 60°                               | 56                     | Timo Roosen            | 57°                    |
| 37                         | Benjamin Thomas            | 8°                         | 47                                | Matthew Walls                     | 101°                              | 57                     | Ryan Gal               | 52°                    |
| Ineos Grenadiers           | Ineos Grenadiers           | Ineos Grenadiers           | Soudal Quick-Step                 | Soudal Quick-Step                 | Soudal Quick-Step                 | Movistar Team          | Movistar Team          | Movistar Team          |
| N°                         | Ciclista                   | Clas.                      | N°                                | Ciclista                          | Clas.                             | N°                     | Ciclista               | Clas.                  |
| 61                         | Omar Fraile                | 56°                        | 71                                | Gil Gelders                       | 20°                               | 81                     | Carlos Canal           | 3°                     |
| 62                         | Victor Langellotti         | 9°                         | 72                                | Antoine Huby                      | 49°                               | 82                     | Davide Cimolai         | R 5ª                   |
| 63                         | Bob Jungels                | NP3ª                       | 73                                | Yves Lampaert                     | 14°                               | 83                     | Fernando Gaviria       | 75°                    |
| 64                         | Samuel Watson              | 1°                         | 74                                | Casper Pedersen                   | NP4ª                              | 84                     | Ruben Guerreiro        | 43°                    |
| 65                         | Connor Swift               | R 2ª                       | 75                                | A. Raccagni Noviero               | R 4ª                              | 85                     | Mathias Norsgaard      | 51°                    |
| 66                         | Ben Swift                  | 24°                        | 76                                | Jonathan Vervenne                 | 79°                               | 86                     | Manlio Moro            | 44°                    |
| 67                         | Óscar Rodríguez            | 62°                        | 77                                | Jordi Warlop                      | 66°                               | 87                     | Gonzalo Serrano        | 46°                    |
| Team Visma-Lease a Bike    | Team Visma-Lease a Bike    | Team Visma-Lease a Bike    | Caja Rural-Seguros RGA            | Caja Rural-Seguros RGA            | Caja Rural-Seguros RGA            | Unibet Tietema Rockets | Unibet Tietema Rockets | Unibet Tietema Rockets |
| N°                         | Ciclista                   | Clas.                      | N°                                | Ciclista                          | Clas.                             | N°                     | Ciclista               | Clas.                  |
| 91                         | Axel Zingle                | R 4ª                       | 101                               | Alex Molenaar                     | 67°                               | 111                    | Abram Stockman         | 31°                    |
| 92                         | Loe van Belle              | 34°                        | 102                               | Francisco Peñuela                 | R 3ª                              | 112                    | Axel Huens             | 23°                    |
| 93                         | Per Strand Hagenes         | 5°                         | 103                               | Javier Ibanez                     | 40°                               | 113                    | Joren Bloem            | 103°                   |
| 94                         | Menno Huising              | NP3ª                       | 104                               | Joseba López                      | 69°                               | 114                    | Martijn Budding        | 91°                    |
| 95                         | Julien Vermote             | NP1ª                       | 105                               | Calum Johnston                    | R 5ª                              | 115                    | Tomáš Kopecký          | 30°                    |
| 96                         | Daniel McLay               | 111°                       | 106                               | Alex Diaz                         | 35°                               | 116                    | Wessel Mouris          | NP3ª                   |
| 97                         | Tosh Van Der Sande         | 70°                        | 107                               | Gorka Sorarrain                   | 28°                               | 117                    | Sebastian Nielsen      | 97°                    |
| TotalEnergies              | TotalEnergies              | TotalEnergies              | Tudor Pro Cycling Team            | Tudor Pro Cycling Team            | Tudor Pro Cycling Team            | Uno-X Mobility         | Uno-X Mobility         | Uno-X Mobility         |
| N°                         | Ciclista                   | Clas.                      | N°                                | Ciclista                          | Clas.                             | N°                     | Ciclista               | Clas.                  |
| 121                        | Thomas Gachignard          | 22°                        | 131                               | Alberto Dainese                   | 61°                               | 141                    | Erlend Blikra          | 96°                    |
| 122                        | Alexandre Delettre         | 7°                         | 132                               | Lucas Eriksson                    | 27°                               | 142                    | Stian Fredheim         | R 3ª                   |
| 123                        | Rayan Boulahoite           | 47°                        | 133                               | Robin Froidevaux                  | 33°                               | 143                    | Martin Urianstad       | R 2ª                   |
| 124                        | Samuel Leroux              | 19°                        | 134                               | Miká Heming                       | NP3ª                              | 144                    | Carl-Frederik Bévort   | 41°                    |
| 125                        | Jason Tesson               | NP3ª                       | 135                               | Petr Kelemen                      | 90°                               | 145                    | Erik Resell            | 72°                    |
| 126                        | Geoffrey Soupe             | 58°                        | 136                               | Fabian Lienhard                   | 48°                               | 146                    | William Blume Levy     | 39°                    |
| 127                        | Florian Dauphin            | 74°                        | 137                               | Juan David Sierra                 | 112°                              | 147                    | Sakarias Koller Løland | 13°                    |
| Lotto                      | Lotto                      | Lotto                      | Israel-Premier Tech               | Israel-Premier Tech               | Israel-Premier Tech               | Wagner Bazin WB        | Wagner Bazin WB        | Wagner Bazin WB        |
| N°                         | Ciclista                   | Clas.                      | N°                                | Ciclista                          | Clas.                             | N°                     | Ciclista               | Clas.                  |
| 151                        | Jenno Berckmoes            | 18°                        | 161                               | Pascal Ackermann                  | R 5ª                              | 171                    | Pierre Barbier         | R 3ª                   |
| 152                        | Cédric Beullens            | R 4ª                       | 162                               | Guillaume Boivin                  | 63°                               | 172                    | Luca De Meester        | 98°                    |
| 153                        | Alec Segaert               | 17°                        | 163                               | Pier-André Côté                   | R 5ª                              | 173                    | Cériel Desal           | R 4ª                   |
| 154                        | Lionel Taminiaux           | 86°                        | 164                               | Matis Louvel                      | 55°                               | 174                    | Victor Papon           | 54°                    |
| 155                        | L. van de Wynkele          | 92°                        | 165                               | Michael Schwarzmann               | 85°                               | 175                    | Henri-Francois Haquin  | 87°                    |
| 156                        | Elia Viviani               | 73°                        | 166                               | Riley Sheehan                     | R 4ª                              | 176                    | L. Van Hautegem        | 93°                    |
| 157                        | Matys Grisel               | 38°                        | 167                               | Jake Stewart                      | 59°                               | 177                    | Tom Portsmouth         | 82°                    |
| Euskaltel-Euskadi          | Euskaltel-Euskadi          | Euskaltel-Euskadi          | Van Rysel-Roubaix                 | Van Rysel-Roubaix                 | Van Rysel-Roubaix                 | CIC U Nantes           | CIC U Nantes           | CIC U Nantes           |
| N°                         | Ciclista                   | Clas.                      | N°                                | Ciclista                          | Clas.                             | N°                     | Ciclista               | Clas.                  |
| 181                        | Jon Aberasturi             | R 3ª                       | 191                               | Baptiste Planckaert               | 88°                               | 201                    | Ronan Augé             | 109°                   |
| 182                        | Paul Hennequin             | 83°                        | 192                               | Rait Ärm                          | R 3ª                              | 202                    | Joris Chaussinand      | 36°                    |
| 183                        | Danny van der Tuuk         | NP3ª                       | 193                               | Maximilien Juillard               | 95°                               | 203                    | Corentin Devroute      | R 3ª                   |
| 184                        | Jordi López                | 106°                       | 194                               | Kenny Molly                       | 99°                               | 204                    | Justin Ducret          | R 3ª                   |
| 185                        | Xabier Berasategi          | R 5ª                       | 195                               | Emmanuel Morin                    | R 3ª                              | 205                    | Antoine Hue            | R 2ª                   |
| 186                        | Nicolás Alustiza           | R 5ª                       | 196                               | Killian Théot                     | 84°                               | 206                    | Matisse Julien         | 105°                   |
| 187                        | Ander Ganzabal             | R 5ª                       | 197                               | Maxime Jarnet                     | R 4ª                              | 207                    | Lenaïc Langella        | 80°                    |
| Nice Métropole Côte d'Azur | Nice Métropole Côte d'Azur | Nice Métropole Côte d'Azur | St Michel-Preference Home-Auber93 | St Michel-Preference Home-Auber93 | St Michel-Preference Home-Auber93 |                        |                        |                        |
| N°                         | Ciclista                   | Clas.                      | N°                                | Ciclista                          | Clas.                             |                        |                        |                        |
| 211                        | Jaakko Hänninen            | 71°                        | 221                               | Romain Cardis                     | 45°                               |                        |                        |                        |
| 212                        | Andrei Carbunarea          | R 3ª                       | 222                               | Dillon Corkery                    | R 1ª                              |                        |                        |                        |
| 213                        | Axel Zuccarelli            | 79°                        | 223                               | Nicolas Breuillard                | 11°                               |                        |                        |                        |
| 214                        | Carter Guichard            | 108°                       | 224                               | Jérémy Lecroq                     | R 4ª                              |                        |                        |                        |
| 215                        | Alexander Konijn           | 81°                        | 225                               | Alan Riou                         | 104°                              |                        |                        |                        |
| 217                        | Noah Knecht                | 113°                       | 226                               | Yohann Simon                      | 94°                               |                        |                        |                        |
|                            |                            |                            | 227                               | Lucas Beneteau                    | 64°                               |                        |                        |                        |